# 市川愛 (葬儀相談員)
市川 愛（いちかわ あい、1973年10月21日 - ）は、日本の起業家、著作家、フリーライター、葬儀相談員。葬儀相談員市川愛事務所リリーフ代表。

## 人物
神奈川県川崎市出身。
葬儀社紹介業に勤務後、ウェディングプランナーをヒントに葬儀相談員という職業を考案し、2004年に起業。葬儀の相談を受け、葬式の準備作業の代行を業務としている。『日経スペシャル ガイアの夜明け』（テレビ東京）で、日本初の葬儀相談員として紹介された。
著作家としては、週刊ダイヤモンド、プレジデント、週刊エコノミストなど多数の紙面に葬儀記事を寄稿。価格.com葬儀内にコラムを連載（全24回）。著書に『お葬式の雑学』（扶桑社新書）、共著に『身近に亡くなりそうな人がいたら読む本』（主婦の友社）。その他、葬儀関連記事の執筆、セミナー講師、葬儀情報サイトの運営、葬祭業者および寺院へのコンサルティングを行なう。情報番組などにコメンテーターとしても出演する事もある。

## 来歴
- 2004年、葬儀社紹介業を退職、相談事務所を開設し起業。
- 2005年、葬儀社、寺院へのコンサルティング業務を開始。
- 2006年、『身近に亡くなりそうな人がいたら読む本』（主婦の友社）を、ファイナンシャルプランナー高橋希代子、山田静江と共著。テレビ東京『ガイアの夜明け』で、日本初の葬儀相談員として紹介される。
- 2007年、『葬儀･相続･法要完全BOOK』（世界文化社）を監修。
- 2008年、『くまもとの葬儀・葬祭ハンドブック』（テレビ熊本）を監修。『生きているうちに決めておく寺・墓・葬式』（週刊ダイヤモンド）に寄稿。

## 主な出演番組
- スーパーモーニング（テレビ朝日）
- 7スタBratch（テレビ東京）
- がっちりアカデミー（TBSテレビ）
- 週刊ニュース新書（テレビ東京）
- In side Out（アクトオンTV）
- スパイスTV どーも☆キニナル!（フジテレビ）
- ぴーかんテレビ（東海テレビ）
- 情報ライブ ミヤネ屋（読売テレビ）
- パワーアップ九州〜エコノ最前線〜（九州朝日放送）
- トコトンハテナ（テレビ東京）
- 日経スペシャル ガイアの夜明け 葬儀をプロデュース～変貌するニッポンの“お葬式”～（2006年8月15日、テレビ東京）[1]。- 業界初の葬儀相談員を取材。
- ひるこた!〜昼もこたえてちょーだい!〜（フジテレビ）
- おとな館（スカイパーフェクトTV 読売G+チャンネル）

## 書籍

### 著書
- 『身近に亡くなりそうな人がいたら読む本 葬式、お墓、相続…“とんでもトラブル"解決法』（共著者:高橋希代子 山田静江）（2006年6月20日、主婦の友社）ISBN 4072501689
- 『生きているうちに決めておく寺・墓・葬式』（著者:週刊ダイヤモンド）（2008年9月4日、ダイヤモンド社）※寄稿 ISBN 4478006881 -「週間ダイヤモンド」の記事に加筆修正を加えたもの
- 『「現代葬(いまそう)」がわかる本 家族葬 墓じまい 永代供養』（2009年5月23日、PHP研究所）ISBN 9784569844589
- 『お葬式の雑学 意外と知らない「死」のマナー』（2009年11月1日、扶桑社 扶桑社新書）ISBN 9784594060848
- 『「終活」のすすめ 自分で出来る人生のしめくくり』（2011年2月19日、太陽出版）ISBN 9784884696948
- 『孤独死の作法』（2012年1月27日、ベストセラーズ ベスト新書）ISBN 9784584123607
- 『お葬式で知っておきたい58のこと』（2013年1月1日、PHP研究所）ISBN 456980778X ※生協直販
- 『後悔しないお葬式』（2015年1月1日、KADOKAWA 角川SSC新書）ISBN 9784047317222

### 監修
- 『葬儀・法要・相続完全BOOK』（2007年4月1日、世界文化社）ISBN 4418074058
- 『最新版 遺族のための葬儀・法要・相続・供養がわかる本』（共監修者:河原崎弘）（2014年3月13日、学研パブリッシング）ISBN 9784058002469
- 『ぜんぶわかる 葬儀・法要・相続の手続きとマナー』（共監修者:相原雄憲）（2020年12月15日、成美堂出版）ISBN 9784415329444
- 『くまもとの葬儀・葬祭ハンドブック』（テレビ熊本）※監修

### 雑誌
- 『プレジデント50plus』2008.10.18号 特集「介護、葬式、墓全課題50」（プレジデント社）※記事執筆：記事内容について業界から抗議があり編集部が謝罪。
- 『週刊朝日』連載特集「現代終活事情」※監修（朝日新聞出版）